# Christoph Brüx
Christoph Brüx (Sonsbeck, 1965. december 13. –) német szobrászművész és festőművész, zongorista, zeneszerző, zenei producer és filmkészítő. Dolgozott pl. a No Angelsszel, Matthias Reim, Blümchen, Brooklyn Bounce ... Ezeken kívül még számos filmzenét komponált. Jelenleg Hamburg ben él és dolgozik.

### Szobrászat és festészet

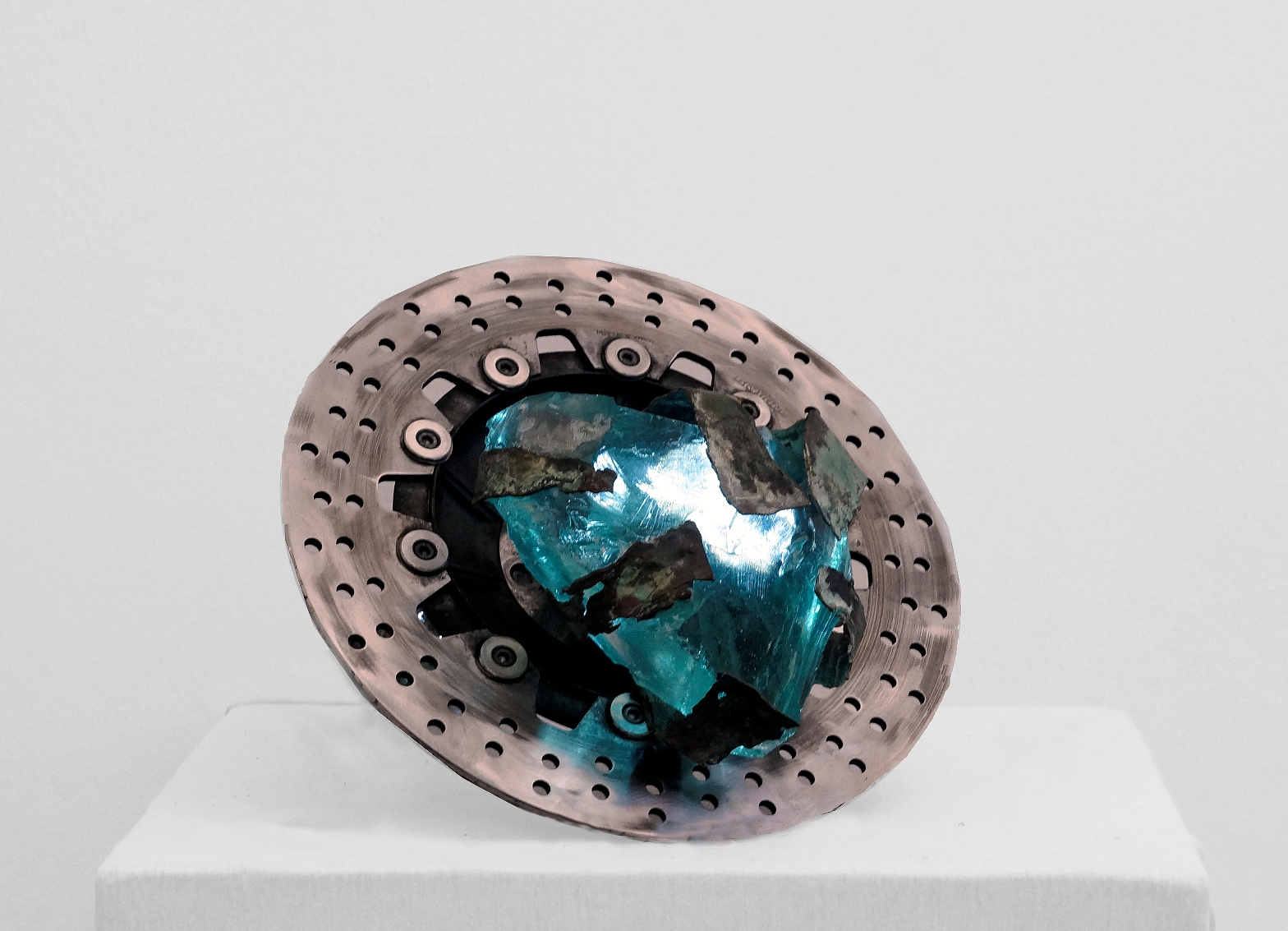
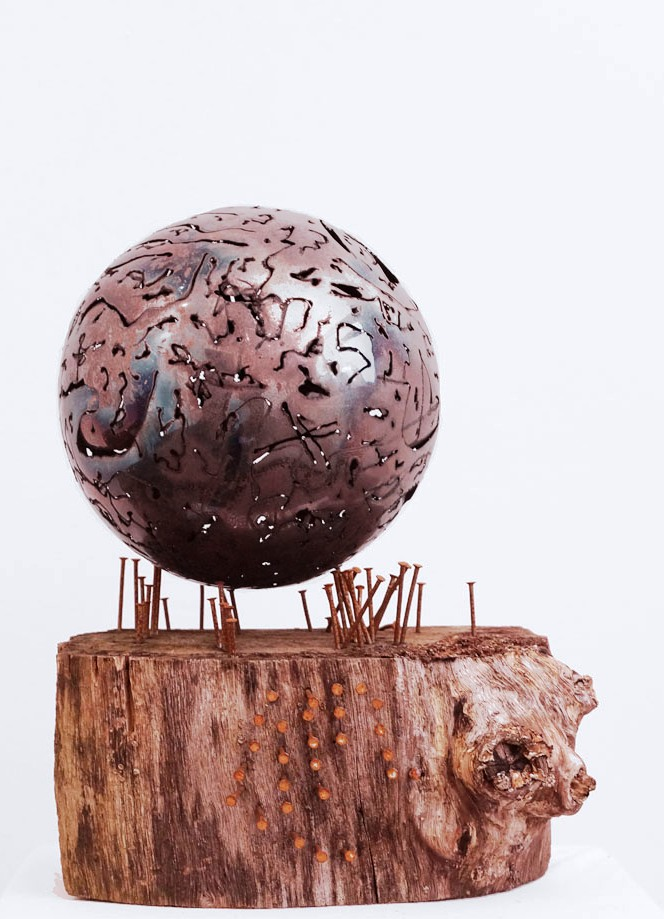
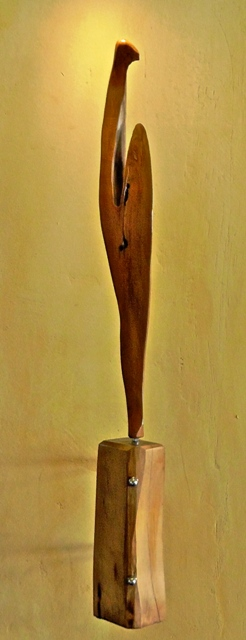
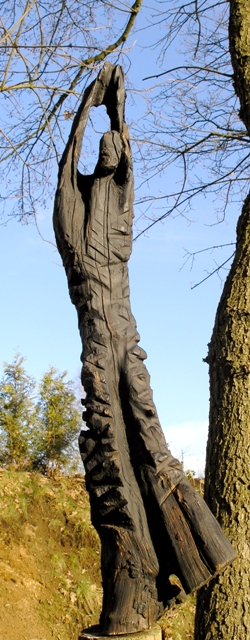
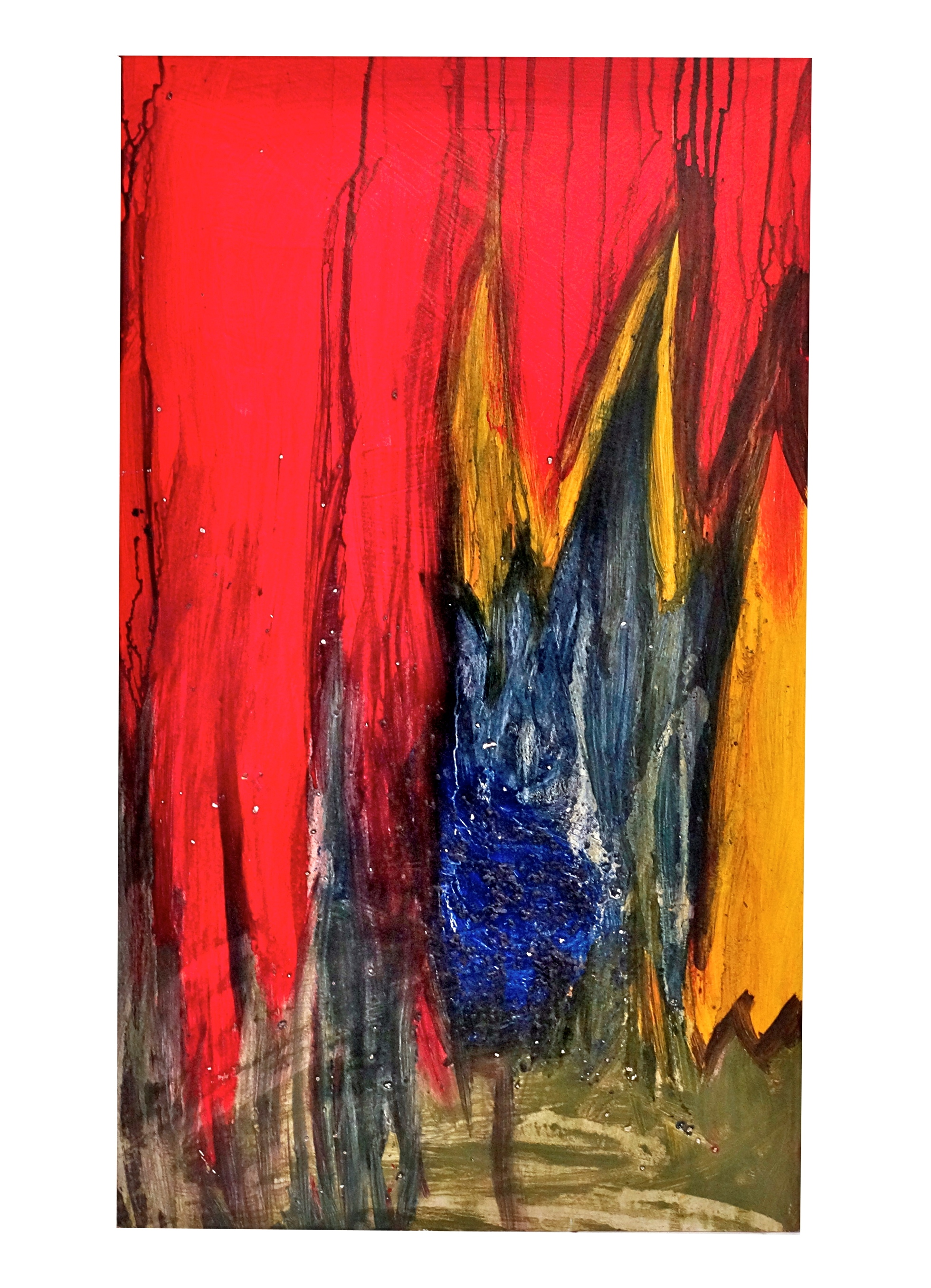
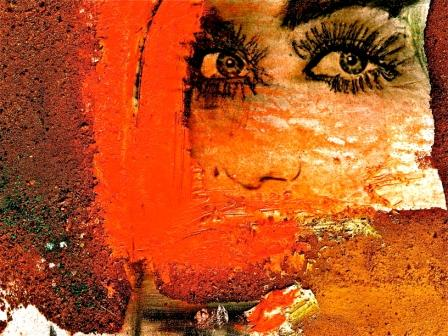
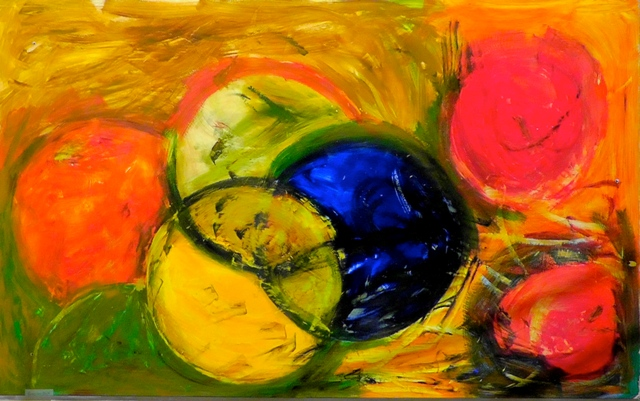

## Projektek

### Bands
- SMC Unity[1]

tagjai: Sofie St. Claire, Matthias Menck, Christoph Brüx
- Dolphin Sound[2]

tagjai: Christoph Brüx, Matthias Menck

### Válogatott diszkográfia
| Év   | Művész                         | Cím                                        |
| ---- | ------------------------------ | ------------------------------------------ |
| 1993 | SMC Unity                      | Move'n Groove                              |
| 1994 | SMC Unity                      | Make It Happen                             |
| 1995 | Matthias Reim                  | Tina geht tanzen (kábítószer-ellenes song) |
| 1995 | Matthias Reim                  | Ist das Liebe?                             |
| 1995 | Matthias Reim                  | Alles klar                                 |
| 1996 | Dolphin Sound                  | The Circle                                 |
| 1997 | Matthias Reim                  | Wenn du gehen willst, musst du gehen       |
| 1997 | Matthias Reim                  | Das erste Mal                              |
| 1998 | Sweet Sour                     | Pick a Number                              |
| 2000 | The Underdog Project           | Tonight                                    |
| 2001 | Matthias Menck                 | Featuring Sophie* - Friday Nite            |
| 2001 | Brooklyn Bounce                | Born to Bounce (Music Is My Destiny)       |
| 2002 | Bro'Sis                        | All I Wanna Know                           |
| 2002 | Bro'Sis                        | Let Me Know                                |
| 2002 | The Underdog Project           | I Can't Handle It (Alex K Mix)             |
| 2003 | The Underdog Project           | Winter Jam                                 |
| 2003 | Vanessa S                      | Shining                                    |
| 2003 | No Angels                      | Angel of Mine                              |
| 2004 | Novastar (2)                   | Summer Jam                                 |
| 2005 | 18auf12 feat. Gary Krosnoff    | Back to St. Pauli                          |
| 2006 | Tony Cook & The Trunk-O-Funk   | Cash Advance                               |
| 2007 | Alex Prinz u.a.                | Try to write a lovesong                    |
| 2010 | 18auf12: 100 Éven FC St. Pauli | One Hundred Beers (100 sörök)              |

### Filmográfia
- Für die Familie (A család számára) Rövidfilm, Németország 2004
- Alina[14] tv-sorozat, Németország 2005
- Alinas Traum (Alina álma)[15](Televidfilmo- Németország 2005)
- Niklas' Theme (Niklas' dallam) víz alatti film, Németország 2007- Film és zene: Christoph Brüx

## Kapcsolódó együttes
| - No Angels - Matthias Reim - Bro'Sis - The Underdog Project - Brooklyn Bounce - Vanessa S - Anke Engelke | - Matthias Menck - Kool & The Gang - Rainhard Fendrich - Anna David - Tina Turner - Tony Cook - David Hasselhoff | - Blümchen - Moloko - Al Jarreau - Bonnie Tyler |  |